# Brandon Vázquez
Brandon Vazquez Toledo (* 14. Oktober 1998 in San Diego, Kalifornien) ist ein US-amerikanischer Fußballspieler.

## Karriere

### Verein
Obwohl in den USA geboren, verbrachte er seine Jugend in Mexiko, dessen Staatsbürgerschaft er ebenso besitzt. Dort durchlief er die U-Mannschaften des Club Tijuana und ging dann nach der U20 zurück in die USA, wo er beim MLS-Expansion-Franchise Atlanta United unterschrieb. Dort kam er dann am 23. April 2017 zu seinem Debüt und erzielte bei einem 3:1-Sieg über Real Salt Lake zudem auch noch einen Treffer. Danach kam er noch bei einigen Spielen mehr zum Einsatz, fungierte aber stets als Einwechselspieler. Am 21. September 2017 wurde er bei einem späteren 4:0-Sieg über LA Galaxy in der 79. Minute eingewechselt und wurde dann nur drei Minute später mit einer roten Karte schon wieder vom Platz gestellt. Durch die Rotsperre war die Saison für ihn dann auch gelaufen.
In der Saison 2018 wurde er dann direkt am ersten Spieltag auch eingesetzt, kam dann direkt danach aufgrund einer Muskelverhärtung jedoch nicht mehr zum Einsatz und kam danach erst ab Juni wieder zu ein paar Einsätzen, welche er teilweise auch bei der zweiten Mannschaft in der USLC bestritt. Im August erlitt er dann aber erneute Verletzung, welche ihn auch noch bis in die nächste Saison plagte. Nach einer Knieverletzung begann für ihn die Saison 2019 so erst im Juni des Jahres. Diesmal konnte er zumindest zeitweise konstant spielen und erzielte sogar ein paar Tore. Wirklich viele Einsätze sammelte er aber auch in dieser Spielzeit nicht mehr. Seine Zeit hier endete dann mit dem Expansion Draft 2019, wo er von Nashville SC gezogen wurde. Diese tradeten ihn aber sogleich weiter zum FC Cincinnati. Für diese läuft er nun seit der Saison 2020 auf und kriegt in fast jeder Partie zumindest ein wenig Spielzeit, was ihn mittlerweile zu einem integralen Bestandteil der Mannschaft macht.

### Nationalmannschaft
Noch im April 2014 trat er mit der mexikanischen U17 an und sammelte hier ein paar Einsätze, danach ging es für ihn aber im nächsten Jahr in die U-Mannschaften der USA, wo er auch in der U17 spielte, mit welcher er auch an der Weltmeisterschaft 2015 teilnahm. Danach bestritt er für die nächsten U-Mannschaften noch weitere Einsätze.
Sein Debüt in der A-Nationalmannschaft hatte er dann am 25. Januar 2023, wo er bei einer 1:2-Freundschaftsspielniederlage gegen Serbien in der Startelf stand. Er erzielte dann auch das einzige Tor der USA in dieser Partie und wurde später in der 63. Minute für Matthew Hoppe ausgewechselt. Nach zwei weiteren Freundschaftsspieleinsätzen, welche jeweils Unentschieden endeten, war er dann auch beim Gold Cup 2023 dabei und erreichte mit seinem Team das Halbfinale.